# كأس النرويج 1937
كأس النرويج 1937 (بالنرويجية: Norgesmesterskapet i fotball for menn 1937)‏ هو الموسم 36 من كأس النرويج. أشرف على تنظيمه اتحاد النرويج لكرة القدم، وفاز فيه نادي ميوندالن.